# Antilliaanse kuifkolibrie
De Antilliaanse kuifkolibrie (Orthorhyncus cristatus) is een vogel uit de familie van de kolibries (Trochilidae). De wetenschappelijke naam van de soort werd in 1758 als Trochilus cristatus gepubliceerd door Carl Linnaeus. Bernard Germain de Lacépède creëerde in 1799 het geslacht Orthorhyncus, waarin het de enige soort is. De soort komt voor op Puerto Rico en de Bovenwindse Antillen.

## Veldkenmerken
De vogel is 8 tot 9 cm lang, en weegt 3½ tot 4 g. Het mannetje heeft aan de bovenkant een iriserend groen verenkleed dat bij een bepaalde belichting gelig of zelfs koperkleurig lijkt, met uitzondering van de slagpennen die donkergrijs zijn met een paarse weerschijn. De bleekgrijze hals loopt geleidelijk over in het donkerder grijs van de onderkant van het lijf. Ook de poten zijn donkergrijs. De snavel is zwart, dun en recht. Het mannetje heeft ook een opstaande weerschijnende cyaangroene kuif.
Het vrouwtje heeft minder uitbundige kleuren en mist de kuif.

## Verspreiding en leefgebied
De Antilliaanse kuifkolibrie is een standvogel die voorkomt op noordoost Puerto Rico en de bovenwindse eilanden Anguilla, Antigua en Barbuda, Barbados, Dominica, Grenada, Guadeloupe, Martinique, Montserrat, Saba, Sint-Bartholomeus, Saint Kitts en Nevis, Saint Lucia, Sint Maarten, Saint Vincent en de Grenadines, Sint Eustatius, de Britse Maagdeneilanden, en de Amerikaanse Maagdeneilanden. De soort wordt ook wel als dwaalgast waargenomen in Florida.
De Antilliaanse kuifkolibrie komt voor in mangroves, natte en droge tropische laagland bossen, bosschages en tuinen.

## Ondersoorten
Er worden vier ondersoorten onderscheiden:
- O. cristatus cristatus, voorkomend op Barbados (min of meer geïsoleerd, oostelijk van de overige eilanden).
- O. cristatus exilis (J.F. Gmelin, 1788), voorkomend vanaf oostelijk Puerto Rico, zuidelijk tot aan Saint Lucia (noordelijke en centrale Bovenwindse Antillen).
- O. cristatus ornatus Gould, 1861, voorkomend op Saint Vincent (juist ten noorden van de Grenadines).
- O. cristatus emigrans (Lawrence, 1877), voorkomend op de Grenadines en Grenada (zuidwestelijke Bovenwindse Antillen)[6]

## Gedrag

### Nestelen
Gedurende het hele jaar wordt er genesteld, maar de meeste broedsels komen voor van maart tot juni. Het vrouwtje bouwt een klein halfrond nest dat verborgen is in een struik of het blad van een boom. Meestal zijn er twee eieren. Het vrouwtje zorgt voor de jongen.

### Voedselkeuze
De Antilliaanse kuifkolibrie voedt zich voornamelijk met nectar die hij opzuigt door in helikoptervlucht voor de bloem te hangen. Het vrouwtje vangt tot wel 2000 insecten en spinnetjes per dag om in de eiwitbehoefte van de opgroeiende jongen te kunnen voorzien.